# Kökar
Kökar (ˈtɕøːkar) is een archipel en gelijknamige gemeente in Finland die deel uitmaakt van de autonome eilandengroep Åland, gelegen in de Oostzee. Het is de meest zuidelijk en ook de meest geïsoleerd gelegen gemeente van Åland. Aan de noordwestzijde wordt de gemeente begrensd door Föglö en Sottunga; aan de noordoostkant grenst Kökar aan de Finse gemeenten Houtskär en Korpo. Aan de zuidkant ligt de Oostzee.
Het oppervlak is 2165 km², waarvan 63,57 km² land; de overige oppervlakte is water.
Het hoogste punt is Tellmossberget (36 m).
Het meest zuidelijke puntje land van Åland en daarmee ook van Finland, is Bogskär: een groep van 3 kleine rotsen op ongeveer 50 km ten zuidwesten van Kökar en ten zuiden van Föglö met daarop een lichtbaken, die behoort tot de gemeente Kökar.

## Bevolking
Kökar heeft 223 inwoners (2022). Op het hoofdeiland, dat bestaat uit drie delen die door smalle waterwegen gescheiden zijn, liggen verschillende dorpjes. De hoofdplaats is Karlby. Andere buurtschapjes zijn Munkvärvan, Överboda, Finnö, Söderby, Österbygge en Hellsö. Het eiland Kyrkogårdsö, dat 10 km ten noordwesten van het hoofdeiland ligt en ook tot Kökar behoort, heeft een eigen buurtschapje met 7 vaste bewoners en een haven waar de veerboot aanlegt.
De voertaal is (zoals in heel Åland) Zweeds.

## Infrastructuur
Kökar kan dagelijks per veerboot van Ålandstrafiken worden bereikt vanuit Långnäs en enkele malen per week ook vanuit Galtby (op Korpo). Op het eiland bevinden zich basisfaciliteiten zoals eenvoudige winkeltjes, horeca, een bibliotheek, een kinderopvang, een schooltje (lager en middelbaar onderwijs), een verzorgingshuis, een gezondheidscentrum en een brandweer- / reddingsdienst. Er zijn geen bussen; op het eiland rijdt wel een taxi en er zijn eenvoudig fietsen te huren.

## Geschiedenis
Drieduizend jaar geleden werd deze archipel al bewoond door zeehondenjagers.
De naam Kökar duikt voor het eerst op in een notitie van Deense schippers uit de 13e eeuw. Het werd toen geschreven als thiyckækarl, waarvan de etymologie onduidelijk is. Mogelijk betekent het zoveel als 'dikke kerel', naar een Viking van Gotland die 'de dikke' werd genoemd. Maar het zou ook afgeleid kunnen zijn van 'Tjockö' in de Zweedse regio Roslagen.
In de middeleeuwen was deze eilandengroep druk bevolkt, vanwege de visserij maar ook wegens de ligging langs de drukke zeehandelsroutes tussen Zweden en de streken in het oosten. Later, toen er steeds grotere schepen kwamen die niet afhankelijk waren van vele tussenstops, verloor Kökar snel aan betekenis.
In de vroege 15e eeuw werd een Franciscaans klooster gesticht op Hamnö, een eilandje in het Noordwesten dat met een korte dijk aan het hoofdeiland is verbonden. Heden ten dage is daar alleen nog een ruïne van over. Op de plaats van de oude kloosterkerk is in 1784 een nieuwe kerk gebouwd.

## Natuur
Er liggen drie natuurreservaten binnen de gemeentegrenzen:
- Östra Långskär en het nabijgelegen Sandskär (ten noorden van het hoofdeiland, halverwege Husö). Östra Långskär toont nog de sporen van een zandgroeve en een baksteenfabriekje uit het verleden.
- Een ander eiland dat ook Sandskär heet; ten noordoosten van Kökar;
- Idö (ten zuiden van het hoofdeiland), met rijke flora (silene, blaaswier), en fauna (apollovlinder, grijze zeehond, Europese zeearend, bot).

Ten zuidwesten van Kökar ligt het zeehondenbeschermingsreservaat Karlbybådarna, waar soms - met name in het voor- en najaar - wel 2000 zeehonden kunnen worden aangetroffen. Er zijn overigens veel meer eilanden in de omgeving waar deze dieren vaak verblijven.

## Bezienswaardigheden
- De kerk van St Anne werd tijdens Koning Gustav III gebouwd op de plaats van het voormalige klooster, op het eilandje Hamnö. De vrijstaande klokkentoren is gebouwd in de 19e eeuw. Na een zware herfststorm in 1978 moest hij worden gerestaureerd. In een gebouw naast de kerk zijn archeologische vondsten te zien.
- Het streekmuseum, dat gevestigd is in een voormalig schoolgebouw uit 1913, iets ten noorden van Österbygge, is geopend in 1988 en het toont hoe de bewoners van Kökar leefden van de 19e eeuw tot aan de Tweede Wereldoorlog.
- Ten westen van Överboda ligt een archeologische vindplaats, genaamd Otterböte, die dateert uit 1150–1050 voor Christus (bronstijd). De plaats ligt nu midden op het eiland, maar in die tijd lag het land vele meters lager en lag deze plaats aan de kust. Waarschijnlijk kwamen mensen uit de Baltische kust hier in de winter op zeehonden jagen en verbleven er telkens een paar maanden. Deze locatie werd ontdekt in 1918.

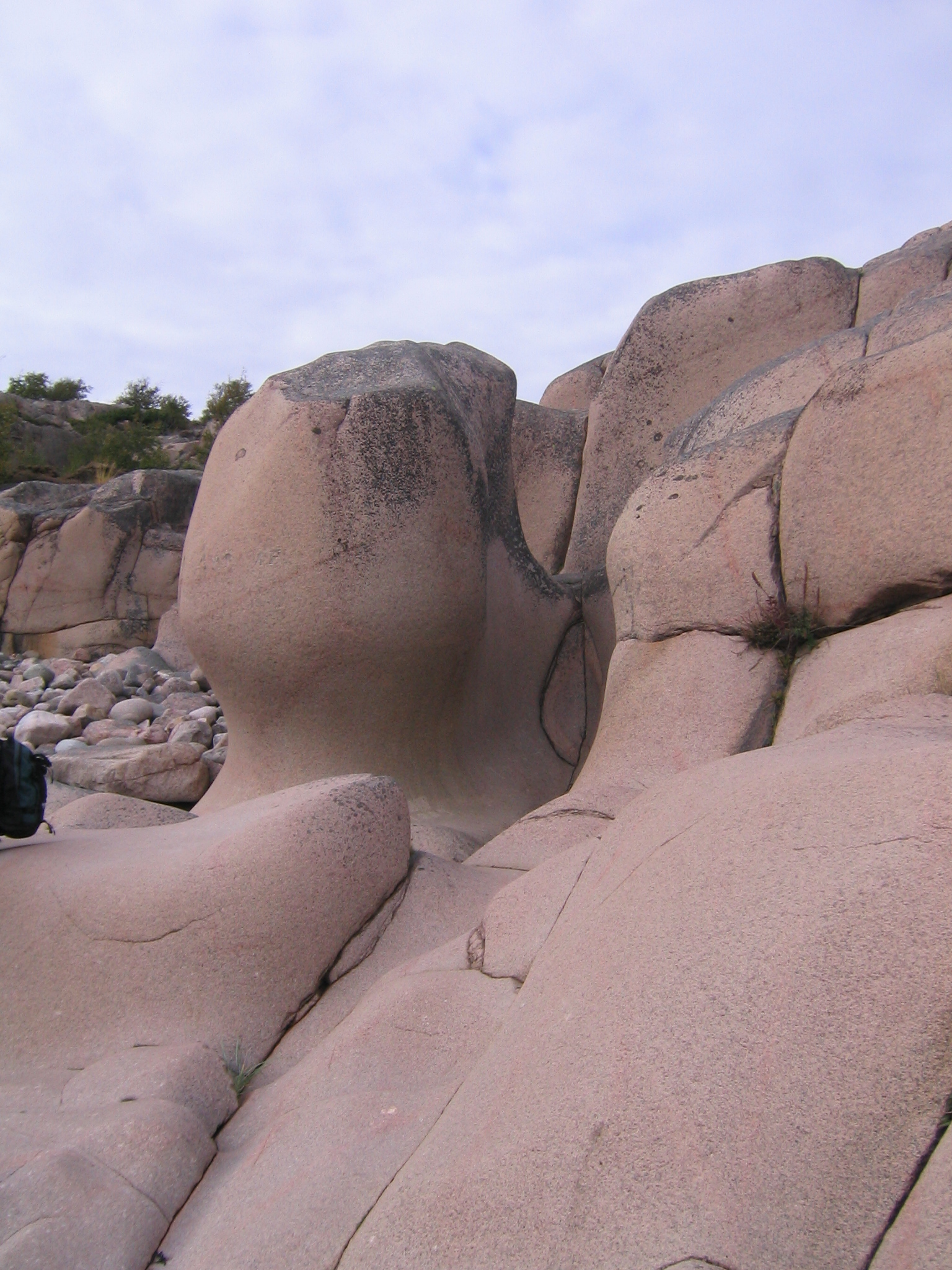
Een bijzondere, door smeltwater vormgegeven rots op Källskär.

- Een van de meest westelijke eilanden van het uitgebreide scherengebied ten zuiden van het hoofdeiland is Källskär. Dit is lange tijd (1958-1983) bewoond geweest door de Zweedse edelman Göran Åkerhielm, die op een zeer vasthoudende en creatieve wijze, zonder enig gebruik van machines, zijn woning (in een mix van traditionele Scandinavische en Griekse architectuur), tuinen en de haven heeft vormgegeven, en die er een kunstenaarskolonie stichtte.[1] De vorm van een bijzondere, in de ijstijd onder een gletsjer uitgesleten granietrots aan de zuidoostzijde van het eiland heeft de schrijfster Tove Jansson geïnspireerd tot de in Scandinavië populaire Moemins. Haar broer, Lars Jansson, heeft deze figuurtjes getekend.

Het is mogelijk op Kökar vakantiehuisjes of hotelkamers te huren. Ook zijn er fietsen en kano's te huur.

## Bekende inwoners
- Ulla-Lena Lundberg, schrijfster